# کاتارینا بولین
کاتارینا بولین (آلمانی: Katharina Bullin؛ زادهٔ ۲ مارس ۱۹۵۹) بازیکن والیبال اهل آلمان بود.